# Руденко, Пётр Алексеевич (учёный)
Руденко Пётр Алексеевич (8 января 1935, Кривой Рог, Днепропетровская область — 20 сентября 2006, Чернигов) — советский и украинский учёный в области машиностроения, кандидат технических наук (1971), профессор (1987). Директор Черниговского филиала Киевского политехнического института (1982—1988). Самодеятельный поэт.

## Биография
Родился 8 января 1935 года в городе Кривой Рог в семье горного инженера.
Впоследствии семья переехала в Липецк. В 1938 году отца призвали в ряды Красной армии. Вместе с матерью Анной Алексеевной переехали на родину отца — посёлок Михайлово Черниговской области к деду.
После демобилизации отца семья вернулась в Кривой Рог, где до Великой Отечественной войны отец работал техруководителем на руднике имени Карла Либкнехта, после — ушёл на фронт и пропал без вести.
В 1942—1949 годах учился в школе в Кривом Роге. В 1949—1953 годах учился в Днепропетровском автомеханическом техникуме, после окончания которого получил назначение на один из оборонных заводов в город Горький. Позже был переведён на строящийся Киевский радиозавод, затем — на Ярунскую МТС Житомирской области старшим механиком по механизации трудоёмких процессов в животноводстве.
В 1954 году призван в ряды Советской армии, отслужил 3 года во Львовском полку связи Прикарпатского военного округа, получил специальность телеграфиста 1-го класса. Вступил в КПСС.
В 1957 году поступил в Днепропетровский металлургический институт на заочное отделение, параллельно работал слесарем по ремонту оборудования, контролёром ИТК, технологом, конструктором, старшим инженером-конструктором, заведующим бюро инструментального хозяйства, исполнял обязанности заместителя начальника ИТК на рудоремонтном заводе (Кривой Рог).
В 1960 году перевёлся на машиностроительный факультет Украинского заочного политехнического института (Харьков), который окончил в 1963 году, получив специальность инженера-механика. Затем преподавал токарное дело в школе, технические дисциплины в Криворожском машиностроительном техникуме.
В августе 1965 года избран на должность ассистента организованной кафедры технологии машиностроения Криворожского горнорудного института. Через год получил должность старшего преподавателя и заместителя декана механико-машиностроительного факультета. 17 мая 1971 года присвоено учёное звание кандидата технических наук.
В августе 1972 года получил должность доцента кафедры технологии машиностроения Черниговского филиала КПИ. С семьёй переехал в Чернигов. С 1974 года руководил кафедрой технологии машиностроения, начал работу над докторской диссертацией по унификации металлорежущего инструмента на предприятиях машиностроения.
В июле 1982 года назначен директором Черниговского филиала КПИ. Предложил создать на базе филиала самостоятельный технический ВУЗ.
В этот период занимался разработкой конструкторских и технологических средств повышения качества производимых и восстанавливаемых деталей машин, унификацией режущего инструмента, проектированием технологических процессов в машиностроении.
Участвовал в партийной и общественной жизни города, избирался членом Черниговского городского комитета Компартии Украины, был членом Деснянского райкома КП Украины Чернигова, депутатом Черниговского областного совета народных депутатов, председателем местной организации общества «Знание».
31 мая 1986 года оставил должность директора филиала по состоянию здоровья, но продолжил возглавлять кафедру технологии машиностроения.
29 мая 1987 года присвоено учёное звание профессора кафедры технологии машиностроения.
В 1989—1994 годах возглавлял кафедру технологии машиностроения Черкасского филиала КПИ.
8 января 1990 года по собственному желанию вышел из КПСС.
В 1994 году вернулся в Чернигов, в Черниговский государственный институт экономики и управления на должность профессора, затем заведующего кафедрой менеджмента. С 1995 года — заместитель председателя научно-методического совета института. В 1996 году организовал и возглавил кафедру технологических дисциплин института. С 1998 года — член редакционного совета по рассмотрению материалов, рекомендованных к печати.
Умер 20 сентября 2006 года.

## Поэтическая деятельность
Увлекался поэзией всю жизнь. В 1994 году вышел первый лирический сборник «Коснувшись Вашего виска». В 1995—2004 годах издал 15 лирических сборников и 3 книги прозы. С 1997 года возглавлял литературную студию при Черниговском государственном институте экономики и управления, первый литературный сборник которого «Фортуна» вышел в августе 1999 года. В 2000 году за книгу «Родной речью» удостоен звания лауреата Черниговской областной премии имени Михаила Коцюбинского. В июне 1998 года стал членом литературного союза «Чернигов». В 2002—2003 годах стал победителем областных конкурсов «Лучшая книга года». В 2004 году был издан песенник «Юбилейная муза», в котором собраны стихи поэта, большинство из которых положены на его же музыку.

## Награды
- Медаль «Ветеран труда» (1970);
- Диплом IV Всеукраинского конкурса на лучшую работу по унификации и агрегатированию в машиностроении;
- Почётная грамота президиума Черниговского облсовета научно-технического общества;
- Почётная грамота Черниговского обкома Компартии Украины и областного Совета народных депутатов;
- Трижды знак «Победитель социалистического соревнования»;
- Заслуженный работник народного образования Украины (28 ноября 1995)[1].